# مناورات بالتوبس

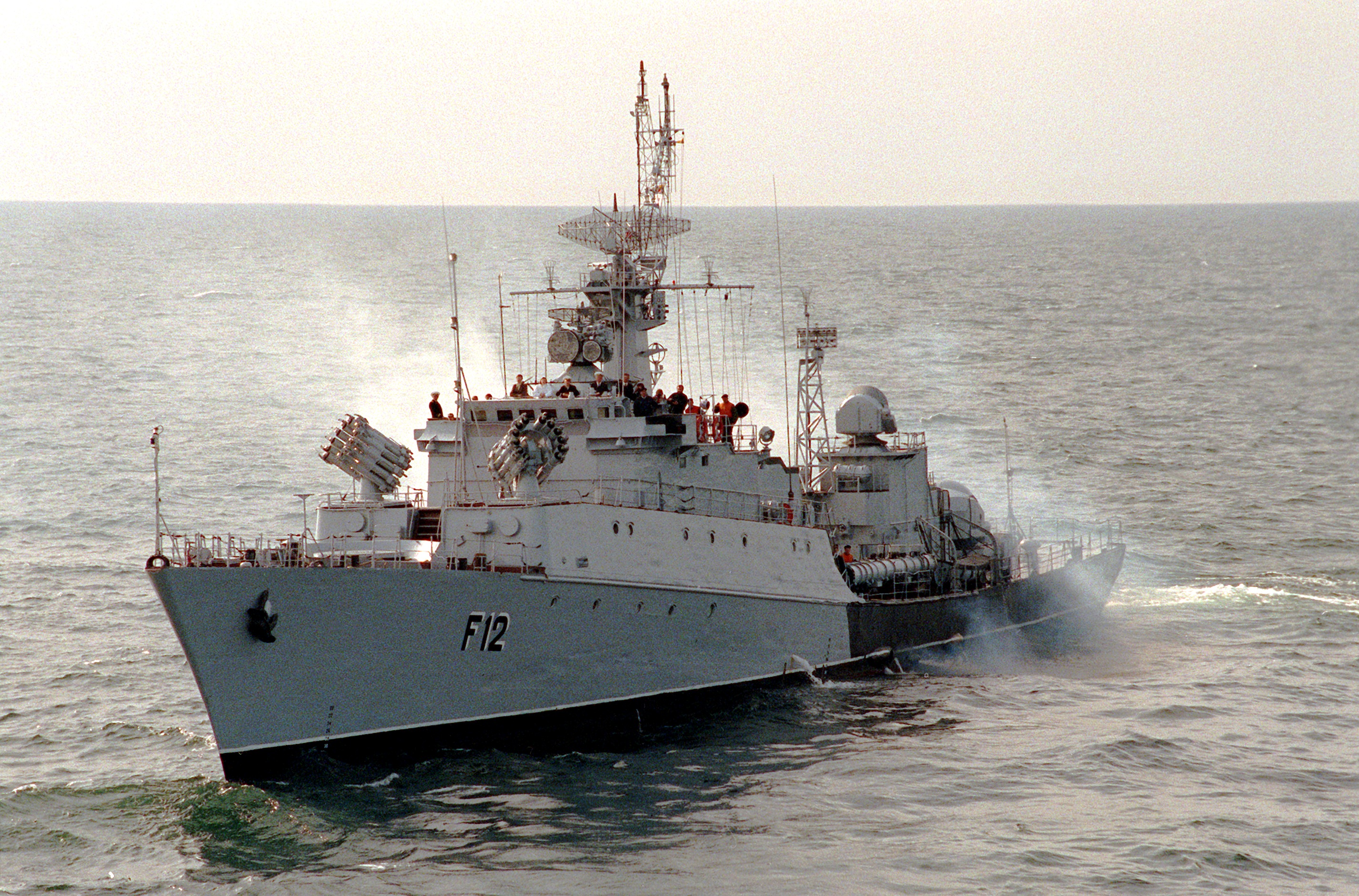
صورة من مناورات بالتوبس في إحدى المناورات العسكرية البحرية المشتركة بسفينة من الطراز F12

مناورات بالتوبس أو (بالإنجليزية: BALTOPS - Baltic Operations Maneuvers)‏ هي مناورات عسكرية بحرية مشتركة تقام بين كل من أمريكا وفرنسا وألمانيا والدنمارك ولاتفيا وليتوانيا وهولندا والنرويج وبولندا والسويد وإستونيا. 